# 高桥克彦 (外交官)
高桥克彦（日语：髙橋克彦、1963年6月25日—）现任日本驻马来西亚大使，于2021年12月上任。
2022年4月15日，高桥克彦与马来西亚前首相马哈迪·莫哈末会面，谈论“向东学习政策”及未来的前进方向。

## 日本驻马来西亚大使

### 品尝榴莲
2022年4月10日，高桥克彦用叉子吃下人生第一口榴梿，并打趣说：“吃了榴梿，感觉是马来西亚人。”

### 拜会马哈迪
2022年4月15日，高桥克彦与马来西亚前首相马哈迪·莫哈末会面，并指后者于1982年发起的“向东学习政策”，为日本和马来西亚之间的双边关系奠定了坚实的基础。他在推特撰文，指他和马哈迪主要谈论向东学习政策及未来的前进方向。高桥克彦表示，很荣幸能与马哈迪会面，并祝后者早日康复。
马哈迪也在推特贴文写道，马来西亚和日本多年来都从向东学习政策中受益匪浅，当时的日本政府反应非常积极，他很高兴日本依然支持这项政策。